# Бонапарт, Пьер Наполеон
Пьер Наполеон Бонапарт (фр. Pierre-Napoléon Bonaparte; 11 октября 1815, Рим — 7 апреля 1881, Версаль) — сын принца Люсьена Бонапарта и его второй жены Александрины де Блешан.

## Биография
Пьер Наполеон Бонапарт с детства проявил смелый решительный характер, жаждал приключений, в возрасте 15-ти лет бежал из дома, чтобы присоединиться вместе со своими кузенами Наполеоном-Людовиком и Луи к инсургентам Романьи, но его возвратили домой и спустя некоторое время отправили в Соединенные Штаты к его дяде. Здесь он сблизился с республиканским генералом Сантандером, назначившим его начальником эскадрона и пославшим его в Колумбию. По возвращении в Италию Пьер Бонапарт затеял заговор против Папы римского и вынужден был покинуть страну. После различных бурных приключений в Америке, Корфу и других местах и отказа французского правительства принять его на военную службу, он поселился в Лондоне, где прожил вплоть до революции 1848 года.
По возвращении во Францию избрался в парламент, придерживался республиканских и левых взглядов, голосовал за социалистические законопроекты. В годы Второй империи ушёл из политики и потерял былой вес. Зарабатывал на жизнь литературной подёнщиной.
В 1849 году он отправляется во французский Алжир, но, не привыкший к правильной военной службе, покидает армию без позволения и возвращается во Францию, где военный министр отрешает его от должности. Он вскоре выставляет свою кандидатуру в законодательное собрание и вступает в него представителем Корсики. После государственного переворота (2 декабря 1851 года), которого Пьер Бонапарт не одобрял, он начал вести жизнь частного человека, но вскоре примирился с совершившимися событиями, получил от Наполеона III титул «prince et altesse, ayant rang à la cour» и пользовался его кошельком. Однако Наполеон III не только не принял его в свою famille civile, но и не дал ему никакой должности и держал поодаль от себя.
В 1867 году, против воли императора, Пьер Бонапарт женился в Брюсселе на дочери простого рабочего — Юстине-Элеоноре Рюфлен, с которой прижил до брака двух детей, Ролана и Жанну.
В 1870 году в ходе ссоры застрелил известного журналиста Виктора Нуара, но был оправдан.
Умер в безвестности, похоронен на кладбище Гонар. Его сын Ролан Бонапарт был президентом Французского географического общества, внучка Мари Бонапарт работала ассистенткой Фрейда.

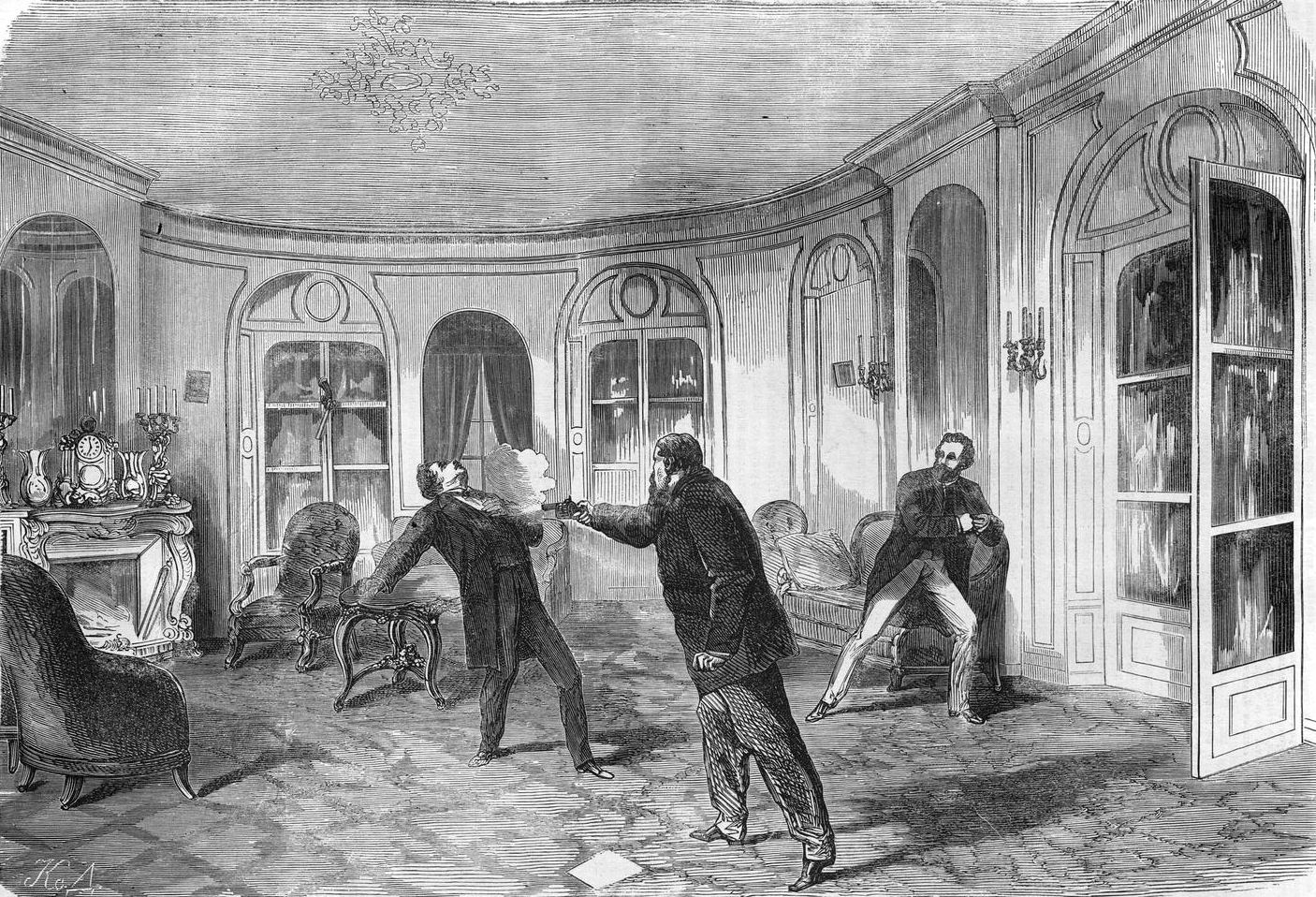
Принц Пьер Бонапарт стреляет в Виктора Нуара